# Бербер, Анита
Анита Бербер (нем. Anita Berber; 10 июня 1899 — 10 ноября 1928) — известная в 20-х годах немецкая танцовщица и актриса немого кино. Прославилась откровенными, насыщенными эротизмом танцевальными номерами и скандальным поведением.

## Биография
Анита родилась 10 июня 1899 года в Лейпциге. Её отец, профессор Феликс Бербер, был известным скрипачом, мать по имени Люси пела шансонетки в берлинских кабаре. Когда девочке было три года, её родители развелись. Детство Аниты прошло в Дрездене, где она с 1906 года воспитывалась у бабушки со стороны матери и до 1913 года посещала школу для девочек. В 1914 году началась Первая мировая война, и Анита вместе с бабушкой вернулась к матери в Берлин, где они поселились в районе Вильмерсдорф.

### Начало карьеры
Через год она начала брать уроки актёрского мастерства у актрисы Марии Моисси и посещать танцевальную школу знаменитой танцовщицы тех лет Риты Сачетто. Её сценический дебют вместе с другими ученицами школы состоялся 24 февраля 1916 года. В 1917 году Анита ушла от Сачетто и начала блестящую самостоятельную карьеру — солировала на сцене берлинского театра Apollo, танцевала на площадках варьете Wintergarten и Rudolf Nelson-Revuen, в 1918 году гастролировала по Швейцарии, Венгрии и Австрии. С самого начала её танцы эпатировали публику, отчего слава Аниты приобрела оттенок порочности и скандала.

### Скандальная слава
Вернувшись в Берлин, Анита в 1919 году вышла замуж за художника Эберхарда фон Натусиуса. В том же году она дебютировала в кино, получив небольшую роль в фильме Рихарда Освальда «Дом трёх девушек». Затем последовала главная роль в фильме того же Освальда «История Диды Ибсен». В 1919 году их сотрудничество продолжилось и Освальд снял Аниту в пяти фильмах — «Пер Гюнт» по пьесе Генрика Ибсена, «Проституция. Жёлтый дом», «Вокруг света за 80 дней», «Не такие, как все», «Зловещие истории», где Анита появилась во всех пяти эпизодах. В последних четырёх картинах её партнером был известный немецкий актёр тех лет Конрад Фейдт.
В 1920 году Анита представила зрителям новую программу под названием Звуки и дым и продолжала сниматься в кино, помимо прочего сыграв в 1922 году роль второго плана в картине Фрица Ланга «Доктор Мабузе, игрок». В том же году она развелась с Натусиусом и, будучи бисексуалкой, ушла к подруге по имени Сюзи Вановски. Далее Анита завязала роман со своим танцевальным партнером, гомосексуалом Себастьяном Дросте, и в 1922 году они поженились в Будапеште. Незадолго до этого пара шокировала публику, представив в Вене свою совместную программу Танцы порока, ужаса и восторга, которая включала в себя номера под живописными названиями Труп на секционном столе, Морфий, Дом заблуждений и Ночь Борджиа.
Это шоу, в котором Бербер и Дросте танцевали обнажёнными, притягивало публику как магнит, но затем вмешались венские блюстители нравственности, и скандальная пара перебралась в Венгрию. В 1923 году они выпустили сборник не менее провокационных стихов и рассказов по мотивам сюжетов своих танцев. Далее пара вернулась в Берлин, где случился новый скандал — Дросте, наркоман-кокаинщик, совершил кражу, чтобы раздобыть деньги на наркотики, и бежал от расплаты в Америку. В том же году Анита аннулировала их брак.
В 1923 году вместе с Норой Грегор она снимается в фильме «Огоньки в глубине».

### Последние годы
После бегства Дросте новым партнёром Бербер стал американец-гомосексуал Генри Шатен-Хоффман. 10 сентября 1924 года они сочетались браком. В паре с Шатен-Хоффманом Анита произвела фурор, выступая с танцевальными номерами Ракета, Огни рампы, Белая мышка и Звуки и дым. Они посетили с сенсационными гастролями Кёльн, Дюссельдорф, Лейпциг и Вроцлав (в те годы — Бреслау), а в Гамбурге представили зрителям обновлённую программу под названием Танцы эротики и восторга.
В 1928 году супруги гастролировали на Ближнем Востоке, и это турне стало для Бербер последним. В июле, выступая в Дамаске, танцовщица прямо на сцене почувствовала сильное недомогание. Её перевезли в Берлин, и 10 ноября того же года она скончалась в больнице от туберкулёза, отягощённого последствиями пристрастия к кокаину. Аните Бербер было тогда всего двадцать девять лет.

## Признание и память
- В 1987 году режиссёр Роза фон Праунхейм, один из активистов движения за права гомосексуалов Германии, снял картину под названием «Анита» — о том, как пожилая дама сошла с ума, вообразив себя Бербер.
- В 1925 году художник-авангардист Отто Дикс запечатлел Бербер на картине «Портрет дамы в красном». В настоящее время картина находится в галерее города Штутгарта.
- Компания Rosenthal выпустила три фарфоровые статуэтки, изображающие Аниту в танце.

## Фильмография
| Год  | На русском                  | На языке оригинала                      | Роль                                               |
| 1925 | Вальс Штрауса               | Ein Walzer von Strauß                   | Танцовщица                                         |
| 1923 | Огоньки в глубине           | Irrlichter der Tiefe                    | ?                                                  |
| 1923 | Три Марии и господин Марана | Die Drei Marien und der Herr von Marana | ?                                                  |
| 1923 | Вена, город песен           | Wien, du Stadt der Lieder               | ?                                                  |
| 1922 | Лукреция Борджиа            | Lucrezia Borgia                         | Джулия Орсини                                      |
| 1922 | В борьбе с невидимым врагом | Im Kampf mit dem unsichtbaren Feind     | Бесси                                              |
| 1922 | Доктор Мабузе, игрок        | Dr. Mabuse, der Spieler                 | Танцовщица                                         |
| 1922 | Они из цирка                | Die vom Zirkus                          | Циркачка                                           |
| 1922 | Личина                      | Schminke                                | ?                                                  |
| 1921 | Золотая лихорадка           | Die Goldene Pest                        | Наташа                                             |
| 1921 | Ночь Мэри Мертон            | Die Nacht der Mary Murton               | ?                                                  |
| 1921 | Граф Калиостро              | Der Graf von Cagliostro                 | ?                                                  |
| 1921 | Люцифер                     | Lucifer                                 | ?                                                  |
| 1921 | Растраченная жизнь          | Verfehltes Leben                        | ?                                                  |
| 1920 | Шулер                       | Der Falschspieler                       | ?                                                  |
| 1920 | Череп дочери фараона        | Der Schädel der Pharaonentochter        | ?                                                  |
| 1920 | Ночные виды                 | Nachtgestalten                          | Танцовщица                                         |
| 1919 | Зловещие истории            | Unheimliche Geschichten                 | Блудница / Женщина / Подруга / Жена пьяницы / Жена |
| 1919 | Не такие, как все           | Anders als die Andern                   | Эльза                                              |
| 1919 | Пер Гюнт                    | Peer Gynt                               | ?                                                  |
| 1919 | Вокруг света за 80 дней     | Die Reise um die Erde in 80 Tagen       | Aouda                                              |
| 1919 | Проституция. Жёлтый дом     | Die Prostitution. Das gelbe Haus        | Лола                                               |
| 1918 | История Диды Ибсен          | Dida Ibsens Geschichte                  | Дида Ибсен                                         |
| 1918 | Дом трёх девушек            | Das Dreimäderlhaus                      | Гризи                                              |